# Vallée d'Ayalon
Pour les articles homonymes, voir Ayalon (patronyme).

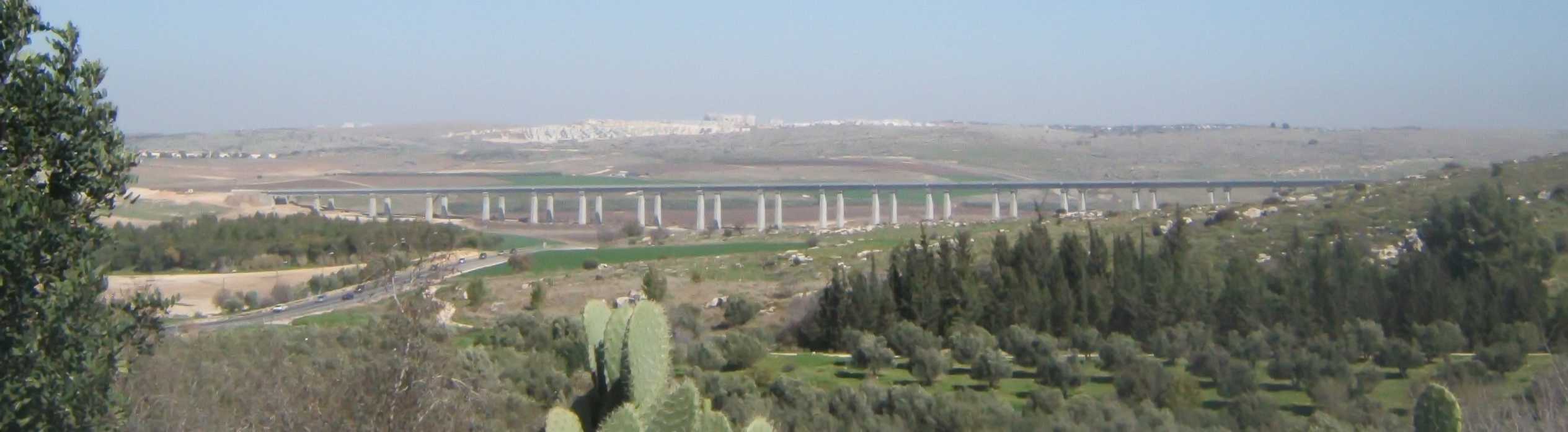
Voie ferroviaire dans la vallée d'Ayalon

La vallée d'Ayalon est une vallée d'Israël située le long de la route de Tel-Aviv à Jérusalem. Elle constitue un axe de communication important en direction de Jérusalem. La vallée tire son nom de la ville biblique d'Ayalon qui se trouvait dans le territoire de la tribu de Dan avant qu'elle ne s'installe dans le nord.
La vallée est limitée à l'est par les monts de Judée, au nord par les monts de Benjamin et la Shéphélah au sud. Elle s'étend sur 40 km2.